# Capitan Dick/Sceriffi delle stelle
Capitan Dick/Sceriffi delle stelle è un singolo discografico di Giampaolo Daldello, pubblicato nel 1989.

## Descrizione
Il brano era la sigla dell'omonimo anime, scritto da Vincenzo Draghi. La base musicale fu utilizzata anche per la sigla spagnola Exploradores del espacio.
Sceriffi delle stelle era la sigla dell'anime omonimo. Il singolo è stato pubblicato per la prima volta nel 1989, ma i due brani sono stati incisi l'anno precedente (Il 45 giri riporta infatti incisa sul vinile la data 1/12/1988). Anche se sui supporti fonografici la canzone è accreditata al solo Draghi, in SIAE e nella videosigla è accreditata anche ad Alessandra Valeri Manera (testo) e Vincenzo Draghi (musica)..
Entrambi i brani sono stati inseriti nelle raccolta Supercampioni (1989) e Bim Bum Bam vol. 1 (1991)

## Tracce
Lato A
- Capitan Dick - (Vincenzo Draghi)

Lato B
- Sceriffi delle stelle - (Vincenzo Draghi)